# Басов-Верхоянцев Сергій Олександрович
Сергій Олександрович Басов-Верхоянцев (1869 — 1952) — російський революціонер, політик, есер і член Бойової організації партії, пізніше — радянський поет-сатирик.

## Біографія
З дрібномаєтних дворян Тульської губернії. Навчався у Тульській чоловічій класичній гімназії. З 1883 — в народовольчих гуртках Тули і Харкова. З 1887 брав участь у революційному русі, вів пропаганду серед селян, був народним учителем, потім робітником; неодноразово піддавався арештам та засланням. За підготовку експропріації у 1896 році був засланий на 8 років до Якутської області, міста Верхоянська (звідси псевдонім «Верхоянцев»). Працював на метеорологічній станції, брав участь у експедиції з обстеження островів Новосибірського архіпелагу. На засланні вивчав мови та юриспруденцію. Восени 1904 року вирушив до Парижа, де став слухачем Російської вищої школи громадських наук.
Повернувшись із заслання у 1904 році, взяв участь у діяльності Бойової організації партії соціалістів-революціонерів. Брав участь у підготовці замаху на міністра юстиції М.В. Муравйова, в січні 1905 року був заарештований, утримувався в Петропавлівській фортеці до амністії в листопаді 1905 року.
У наступні роки співпрацював у народницьких виданнях.
З 1910 року жив у Петербурзі. На початку Першої світової війни стояв на позиціях поразництва; взимку 1916-1917 рр. агітував проти війни козаків, що стояли у Петрограді. Влітку 1917 — депутат Петроградської Ради. До літа 1918 — лівий есер. З 1919 року — член РКП(б) .
У 1920-1925 роках працював у ВЧК-ОГПУ, у 1925-1929 рр. — Головліті, Музеях-садибах Л.М. Толстого в Москві та Ясній Поляні (1930-1939).
1927 року був нагороджений почесною зброєю "за служіння справі пролетарської революції".
Був членом Всеросійського товариства пролетарських письменників «Кузня» (рос. «Кузница»).
Урна з прахом похована в колумбарії Новодівичого цвинтаря(секція 105).

## Творчість

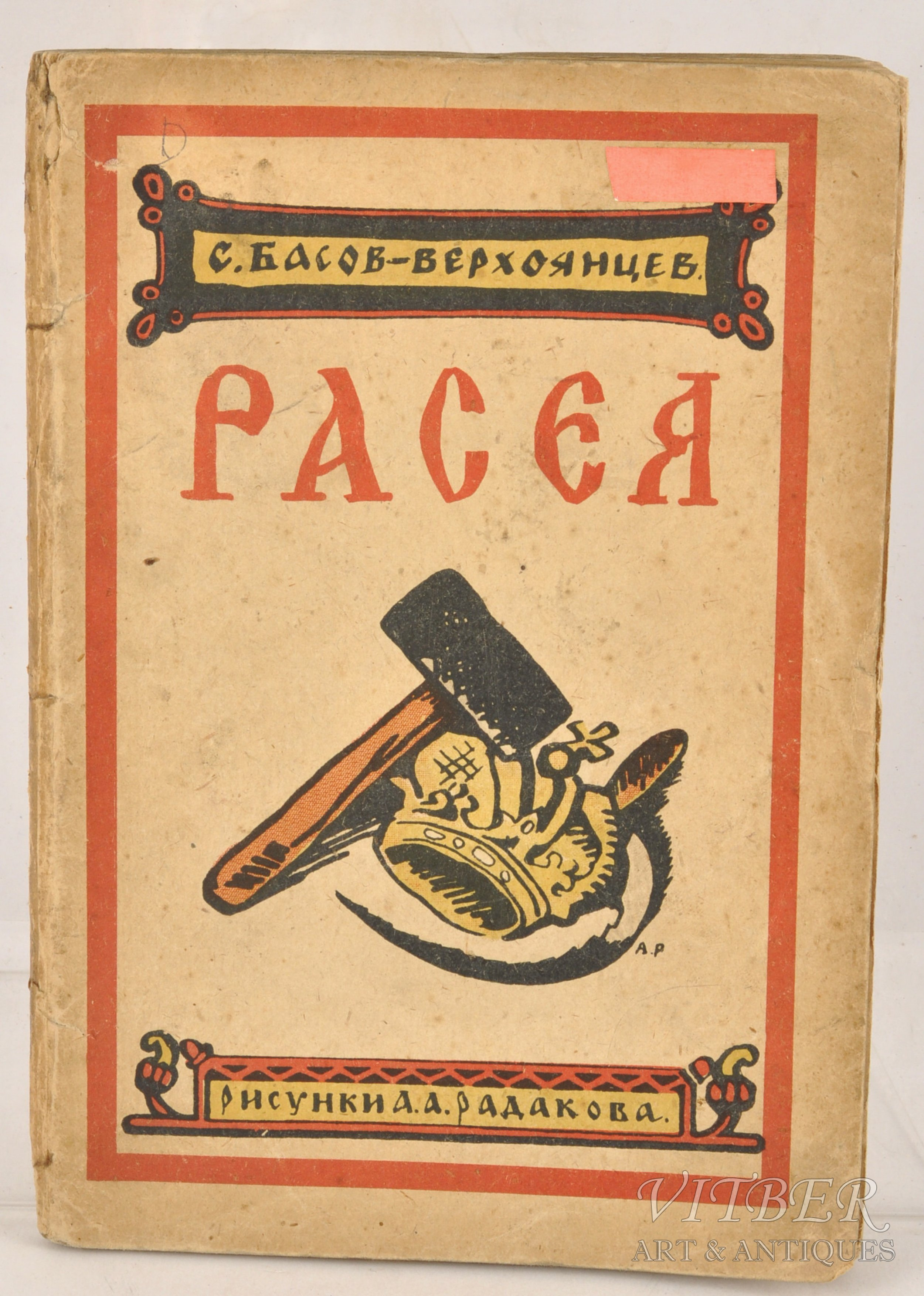
«Расєя»
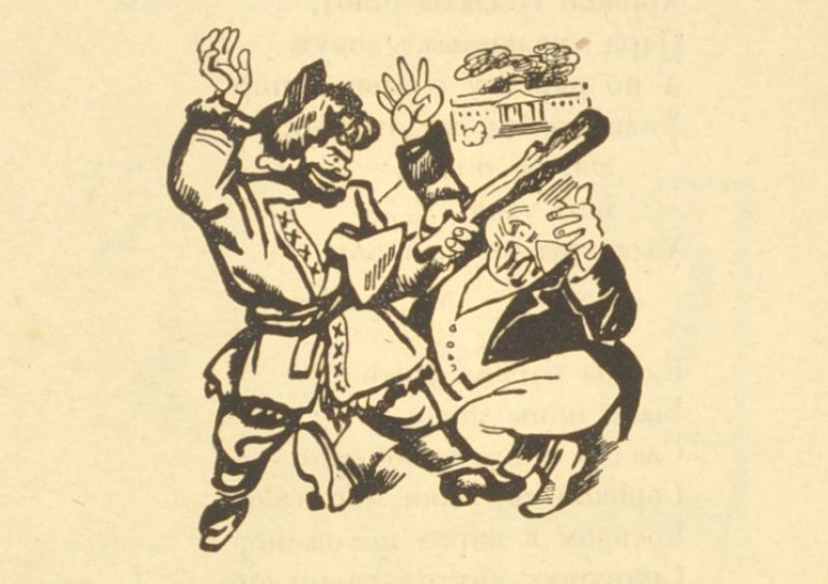
«Расєя»
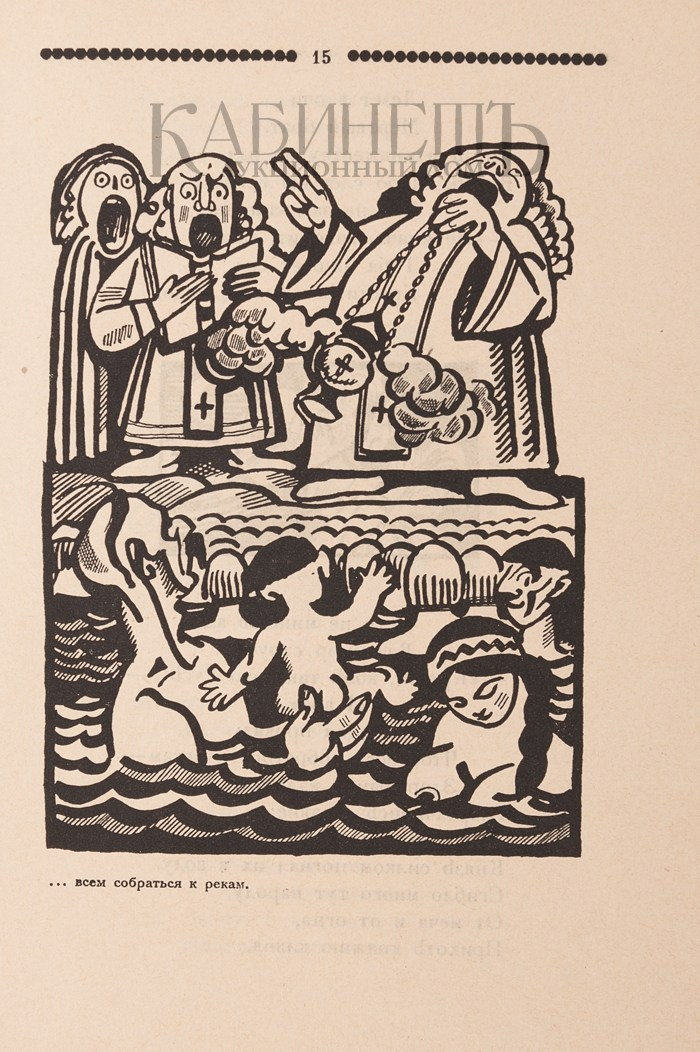
«Расєя»
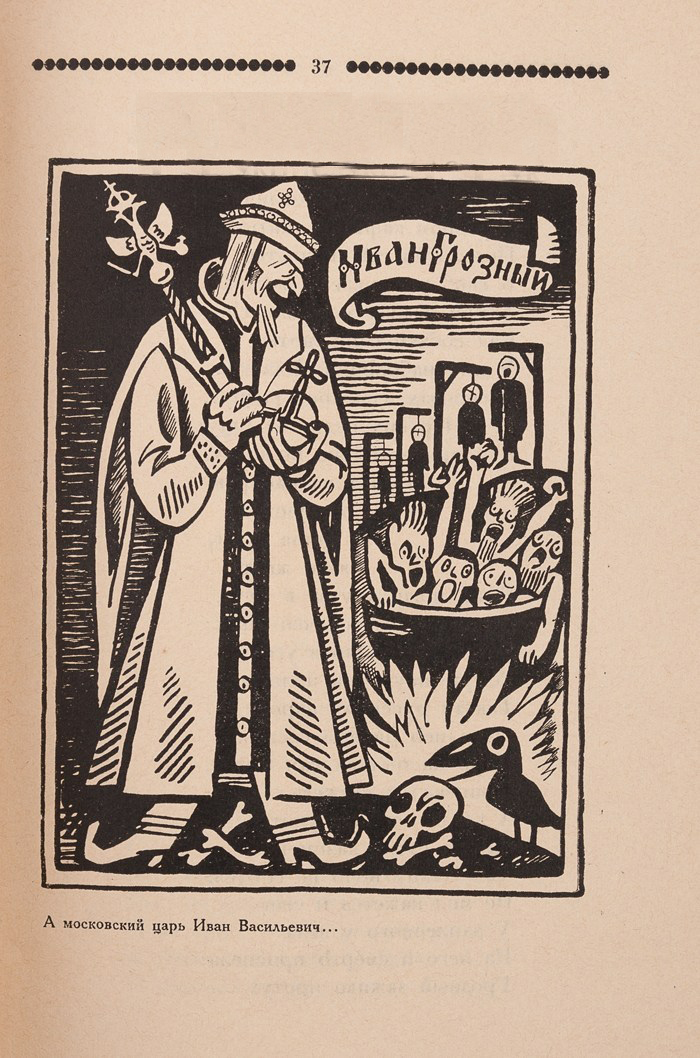
«Расєя»
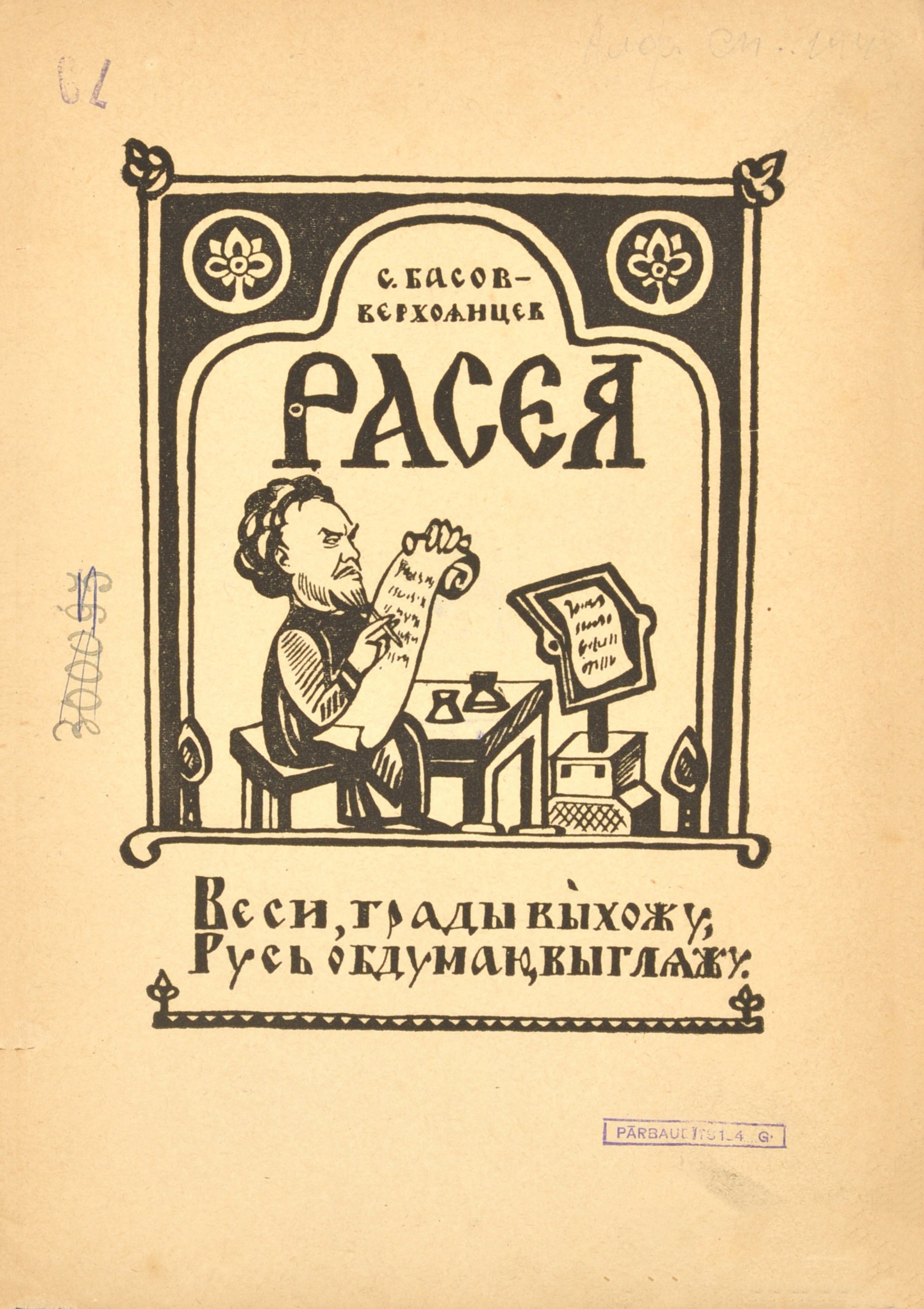
«Расєя» Сергія Басова-Верхоянцева
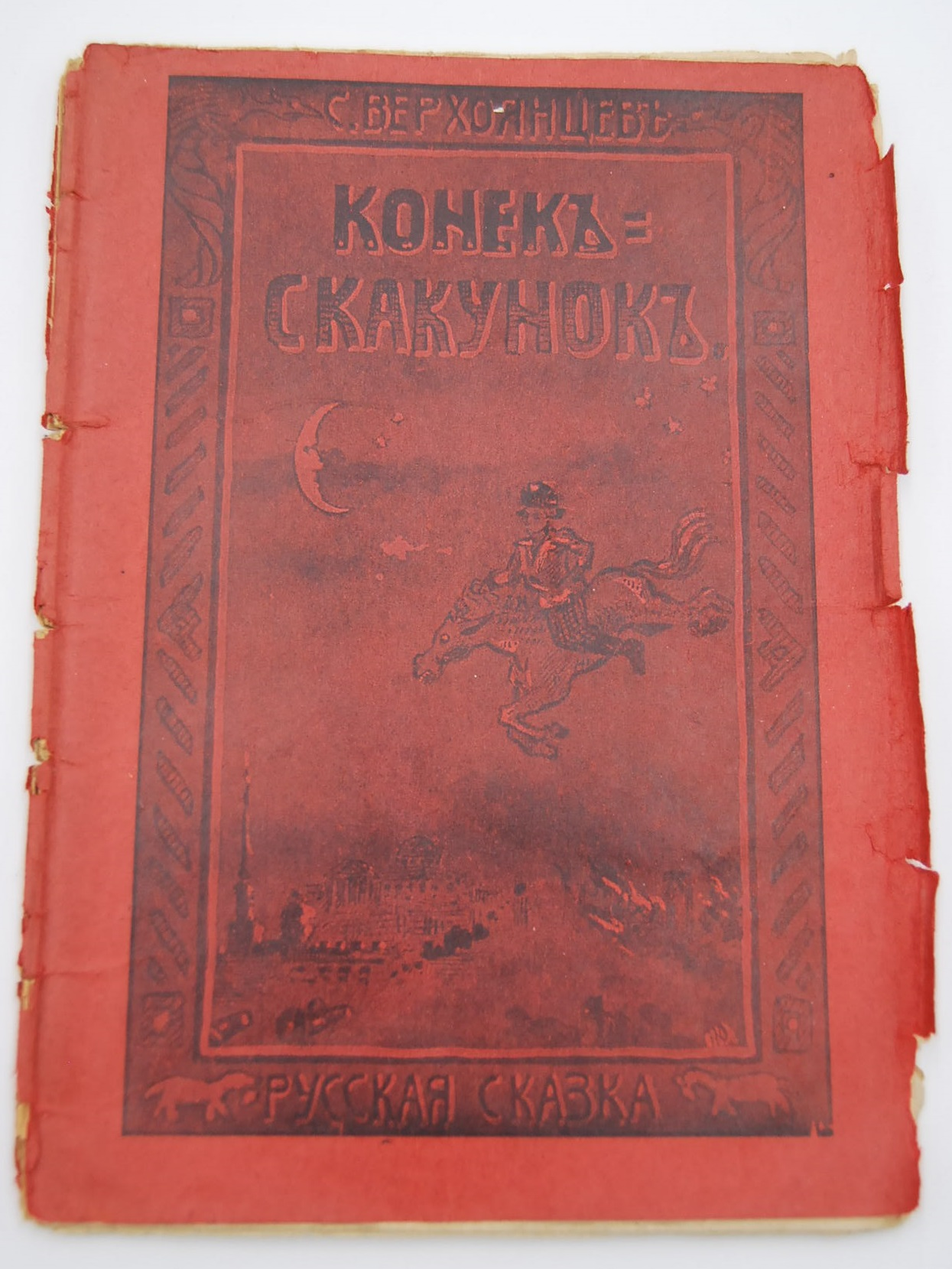
С.Басов-Верхоянцев "Конекъ-Скакунокъ", 1906
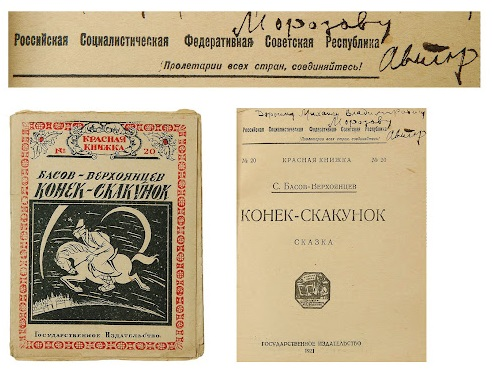
С.Басов-Верхоянцев "Конекъ-Скакунокъ", 1917, з підписом автора для журналіста і критика М.Морозова

Сергій Басов-Верхоянців — автор революційно-сатиричних казок, в яких висміював самодержавство і прославляв трудовий народ.
Дебютував як ліричний поет за сприяння І.О. Буніна в газеті «Орловський вісник» (1892). Періодично друкувався з 1896 року в «Російському Багатстві», з віршами, які служили відповіддю на вірші Віри Фігнер, пройняті похмурим настроєм. Широко став друкуватися лише після 1905 року. У 1906 році випустив у світ, під псевдонімом Верхоянцева, революційно-сатиричну казку у віршах «Стрибоконик» (рос. «Конёк-Скакунок», за мотивами казки Петра Єршова «Горбоконик»). Книга придбала велику популярність і неодноразово перевидавалася (загалом понад півмільйона екземплярів, під різними назвами перевидавалася підпільно в Росії та за кордоном). У 1907 році книжка була конфіскована, а за розкриття її джерел (автора) була оголошена велика грошова нагорода.
Його «Стрибоконик» (СПб., 1906), за словами В.Д. Бонч-Бруєвича, В.І. Ленін вважав «дуже корисною для селян», бо вона «дуже зло висміює царський дім, самодержавний уряд», і весь бюрократичний лад царської Росії.
У 1906-1908 роках писав популярні статті та книги («Начатки пізнання Росії» та ін). 
Пізніші твори: «Король Бубен», «Калинове місто», «Казка про золоту рибку», «Расєя», в яких продовжував розробку художніх форм революційного лубка, одним із перших досвідів якого з'явилися «Стрибоконик» та інші його казки «Казка дядька Тараса. Російська історія у віршах» (1907), «Чорна сотня. Казка» (1907), «Казка — звідки пішли царі в нас», збірка казок «Вінок» та багато інших. Автор памфлету "Що робив король французький зі своїм народом і що народ зробив з ним" (конфіскований у 1907).